# Michael J. Fox
Michael Andrew Fox, conegut com a Michael J. Fox OC (Edmonton, Alberta, 9 de juny de 1961) és un actor, autor, productor i activista amb doble nacionalitat canadenca i estatunidenca. Va iniciar la seva carrera d'actor el 1973 i un dels seus papers més recordats al cinema és el de Marty McFly a la trilogia Back to the Future (1985–1990).
Se li va diagnosticar molt prematurament la malaltia de Parkinson el 1991, i ho va fer públic el 1999. Des d'aleshores, va disminuir la seva activitat artística i es va implicar com a activista en favor de la recerca mèdica, mitjançant la fundació que porta el seu nom. La major part del seu treball actoral en aquesta darrera etapa ha consistit en feines d'actor de veu, com ara a la sèrie Stuart Little, entre d'altres.
L'any 2022, va rebre l'Oscar honorífic als 61 anys per la lluita contra el Parkinson per haver recaptat 1.500 milions de dòlars per invertir-los en investigació. El 2025 el President dels Estats Units Joe Biden li concedí la Medalla Presidencial de la Llibertat.

## Biografia

### Joventut
Michael Andrew Fox, fill de l'actriu Phyllis Fox, va adoptar la inicial « J » en el seu nom artístic en homenatge a l'actor Michael J. Pollard i per evitar tota confusió amb el seu homònim, l'actor americà Michael Fox.
Quan el seu pare era membre de les Forces armades canadenques, la seva família va haver de traslladar-se molt sovint de ciutat en ciutat (entre les quals North Bay) fins a instal·lar-se finalment a Burnaby, un suburbi de Vancouver, després que el seu pare es va jubilar l'any 1971. Té tres germanes i un germà.
Al principi apassionat pel hoquei sobre gel, s'interessa durant la seva adolescència per l'escriptura i toca la guitarra amb alguns grups de rock, però són les seves ganes de ser actor les que el persegueixen realment.

### Carrera
Després d'una aparició als 15 anys a la sèrie Leo and Me, Fox se'n va a Los Angeles amb 18 anys per començar la seva carrera d'actor. Després d'alguns petits papers, debuta a la televisió americana a Letters From Frank com a  Michael Fox. Obté el seu primer paper al cinema al film de la Disney Midnight Madness.
La seva carrera s'enlaira de debò el 1982 quan ocupa el paper de Alex P. Keaton a Sagrada Família, sèrie l'èxit de la qual va seguir fins al 1989. El seu treball va ser premiat amb tres premis Emmy i un Globus d'Or. Durant aquests anys
feliços, la seva carrera al cinema arrenca amb el que ha estat el seu més gran paper: el de Marty McFly al film Back to the Future l'any 1985, l'immens èxit del qual va portar dues continuacions l'any 1989 i 1990. Es casa el 16 de juliol de 1988 amb l'actriu Tracy Pollan, que tenia el paper de la seva primera amiga a la sèrie Sagrada Família, i amb qui tindrà quatre fills. El 1990, actua a Cors de ferro de Brian De Palma que li fa abandonar els seus papers d'etern adolescent, en raó de la seva petita talla (1,63 m) i del seu rostre molt juvenil, per canviar al drama.

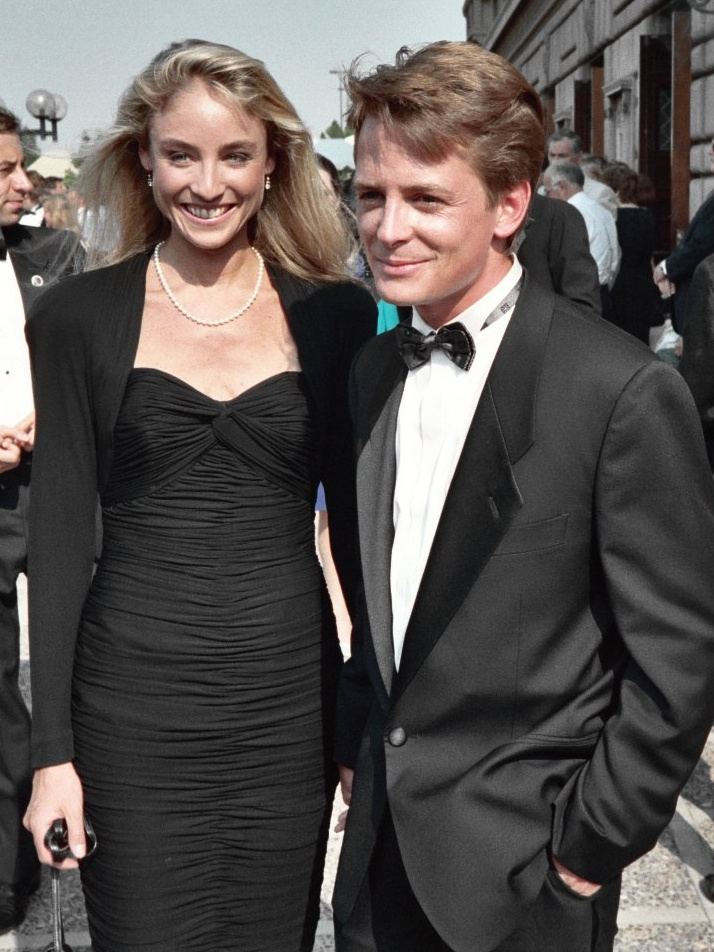
Michael J. Fox i Tracy Pollan als 40 premis Emmy Awards agost 1988. S'havien casat poc abans.

Michael J. Fox, escollit inicialment, però indisponible, va ser cridat després de cinc setmanes de rodatge del film Back to the Future per reemplaçar Eric Stoltz que no havia convençut els productors i Robert Zemeckis. El realitzador del film va jutjar l'actuació d'Eric Stoltz, encara que perfecta tècnicament, massa «seriosa».
En el rodatge de Doctor Hollywood el 1991, es percep que té tremolors incontrolats aviat diagnosticats com a símptomes de la Malaltia de Parkinson. Des d'aleshores, la seva carrera s'alenteix una mica, i s'acontenta amb nombrosos petits papers com a El President i Miss Wade de Rob Reiner, a continuació The Frighteners de Peter Jackson i Mars Attacks! de Tim Burton el 1996.
El desembre de 1998, fa pública la seva malaltia a la famosa revista americana People. Alguns mesos més tard, anuncia la seva propera sortida de la sèrie d'èxit Spin City, una sàtira política on encarnava des de 1996 el paper del secretari general del maldestre alcalde de Nova York.
El 2000, funda oficialment la Michael J. Fox Foundation for Parkinson's Research el vespre de la difusió de l'últim episodi de la sèrie Spin City i organitza una roda de premsa al Capitoli de Washington. Fox, que ha recollit 450 milions de dòlars des de 2000, esperava que els investigadors podrien trobar un tractament abans del 2010. El 28 de febrer de 2010, apareix a les cerimònies de clausura dels Jocs olímpics de Vancouver on, davant milions de persones, afectat per la seva malaltia, expressa el seu orgull de ser canadenc.
Contínua el seu treball d'actor gràcies a la seva veu popular. És la veu original de l'heroi del film d'animació Stuart Little i el personatge de Milo Thatch en el film d'animació Atlantide, l'imperi perdut. Produeix un pilot per una sèrie titulada Hench at Home. El 2003, va fer una aparició destacable a la sèrie de televisió Scrubs.
Ha invertit molt en la lluita contra la malaltia de Parkinson al si de la fundació que ha creat i que porta el seu nom. Esperava reunir importants finançaments que permetessin a la investigació avançar i trobar un remei abans de 2010. D'altra banda ha escrit una autobiografia, Lucky Man, sobre la seva experiència davant d'aquesta malaltia. El 2009, havia de retrobar Robert Zemeckis i Christopher Lloyd a Christmas Carol de Scrooge però és finalment absent dels crèdits. El 2009, li confien un personatge recurrent a la sèrie Rescue Me, que li val un premi Emmy al millor actor com a estrella convidada en una sèrie dramàtica.
L'actor s'uneix l'any següent a la sèrie judicial The Good Wife, on fa el paper d'un advocat afectat d'una malaltia neurològica.
El 2011, apareix a la temporada 8 de Curb Your Enthusiasm. Michael J. Fox ha doblat dos personatges del vídeojoc Back to the Future: The Game, tret el 23 de juny de 2011, renovant així amb la gran tradició de la trilogia al cinema on l'actor posava la seva veu a diversos personatges en una o altra de les línies temporals.
Posa la seva veu a un home-llop en un episodi de Phineas and Ferb.
Durant l'estiu de 2012, s'anuncia que Michael J. Fox tornarà a la televisió, en una nova sèrie de la qual serà l'estrella. Moltes cadenes volien el projecte, però és finalment la cadena NBC que compra els drets. NBC encarrega directament 22 episodis d'aquesta nova sèrie, encara sense nom, per la temporada 2013-2014. Michael J. Fox  ja havia treballat per aquesta cadena, ja que Sagrada Família s'havia difós per la  NBC.
Aquesta sèrie explica la història de Mike Henry, un presentador de TV de Nova York. Interpreta igualment un pare de família afectat de la malaltia de Parkinson. Quan un nou tractament l'ajuda a gestionar millor el seu estat de salut, decideix reprendre les actuacions, havent de fer llavors malabarismes amb tots els reptes lligats a la seva carrera, la seva vida de família i el seu combat contra la malaltia. La sèrie s'inspira parcialment en la vida de l'actor. Es titularà The Michael J. Fox Show.
Començaments de 2013, el càsting parcial de la sèrie ha anunciat: Betsy Brandt farà el paper de la seva dona, Katie Finneran el de la seva germana i Wendell Pierce el seu amo. Els seus fills seran interpretats per Conor Romero, Juliette Goglia i Jack Gore.
El 13 de maig de 2013, la cadena NBC descobreix un extracte de la sèrie, però aquesta és finalment anul·lada el febrer de 2014. Coincidint-hi, fa el seu propi paper a la comèdia musical Annie.
Després, torna a The Good Wife, des del primer episodi de la temporada 6.
El 21 d'octubre de 2015, reprèn excepcionalment el seu paper de Marty McFly per una aparició a l'emissió de Jimmy Kimmel, The Jimmy Kimmel Show. Christopher Lloyd, l'intèrpret de « Doc » Emmet Brown, és també al seu costat.
El 17 de juliol de 2016, ret un homenatge musical excepcional a Marty McFly reprenent sobre l'escenari amb el grup Coldplay el títol Johnny B. Goode de Chuck Berry. Una cançó que l'actor havia interpretat 31 anys abans, el 1985, a la trilogia Retorn cap al futur.
El 21 de novembre de 2022, a la gala de l'Acadèmia de Hollywood (Los Angeles, EUA), rep l'Oscar honorífic en la categoria de Premi Humanitari Jean Hersholt, que reconeix els seus esforços filantròpics amb la lluita contra el Parkinson i haver recaptat 1.500 milions de dòlars per invertir-los en investigació.

## Filmografia
| Cinema    | Cinema                                                | Cinema                                                      | Cinema                                                                                |
| Any       | Pel·lícula                                            | Paper                                                       | Notes                                                                                 |
| --------- | ----------------------------------------------------- | ----------------------------------------------------------- | ------------------------------------------------------------------------------------- |
| 1980      | Midnight Madness                                      | Scott Larson                                                |                                                                                       |
| 1982      | Class of 1984                                         | Arthur                                                      |                                                                                       |
| 1983      | High School O.S.A.                                    | Jay-Jay Manners                                             |                                                                                       |
| 1985      | Back to the Future                                    | Marty McFly                                                 |                                                                                       |
| 1985      | Teen Wolf                                             | Scott Howard                                                |                                                                                       |
| 1987      | Light of Day                                          | Joe Rasnick                                                 |                                                                                       |
| 1987      | The Secret of My Success                              | Brantley Foster / Carlton Whitfield                         |                                                                                       |
| 1988      | Bright Lights, Big City                               | Jamie Conway                                                |                                                                                       |
| 1989      | Cors de ferro (Casualties of War)                     | PFC. Eriksson                                               |                                                                                       |
| 1989      | Retorn al futur 2 (Back to the Future Part II)        | Marty McFly / Marty McFly Jr. / Marlene McFly               |                                                                                       |
| 1990      | Back to the Future Part III                           | Marty McFly / Seamus McFly                                  |                                                                                       |
| 1991      | The Hard Way                                          | Nick Lang / Ray Casanov                                     |                                                                                       |
| 1991      | Doctor Hollywood (Doc Hollywood)                      | Dr. Benjamin Stone                                          |                                                                                       |
| 1993      | Homeward Bound: The Incredible Journey                | Chance                                                      | Veu                                                                                   |
| 1993      | Life with Mikey                                       | Michael "Mikey" Chapman                                     |                                                                                       |
| 1993      | For Love or Money                                     | Doug Ireland                                                |                                                                                       |
| 1994      | Where the Rivers Flow North                           | Clayton Farnsworth                                          |                                                                                       |
| 1994      | Greedy                                                | Daniel McTeague                                             |                                                                                       |
| 1994      | Don't Drink the Water                                 | Axel Magee                                                  |                                                                                       |
| 1995      | Blue in the Face                                      | Pete Maloney                                                |                                                                                       |
| 1995      | A sang freda (Coldblooded)                            | Tim Alexander                                               | També productor                                                                       |
| 1995      | The American President                                | Lewis Rothschild                                            |                                                                                       |
| 1996      | Homeward Bound II: Lost in San Francisco              | Chance                                                      | Veu                                                                                   |
| 1996      | The Frighteners                                       | Frank Bannister                                             |                                                                                       |
| 1996      | Mars Attacks!                                         | Jason Stone                                                 |                                                                                       |
| 1999      | Stuart Little                                         | Stuart Little                                               | Veu                                                                                   |
| 2001      | Atlantis: L'imperi perdut (Atlantis: The Lost Empire) | Milo James Thatch                                           | Veu                                                                                   |
| 2002      | Interestatal 60 (Interstate 60)                       | Mr. Baker                                                   |                                                                                       |
| 2002      | Stuart Little 2                                       | Stuart Little                                               | Veu                                                                                   |
| 2005      | Stuart Little 3: Call of the Wild                     | Stuart Little                                               | Veu                                                                                   |
| Televisió |                                                       |                                                             |                                                                                       |
| Any       | Títol                                                 | Paper                                                       | Notes                                                                                 |
| 1977      | The Magic Lie                                         | Episodi: "The Master"                                       |                                                                                       |
| 1979      | Letters from Frank                                    | Ricky                                                       | Pel·lícula per a televisió de la CBS                                                  |
| 1979      | Lou Grant                                             | Paul Stone                                                  | Episodi: "Kids"                                                                       |
| 1980      | Palmerstown, O.S.A.                                   | Willy-Joe Hall                                              |                                                                                       |
| 1980      | Family                                                | Richard Topol                                               | Episodi: "Such a Fine Line"                                                           |
| 1980      | Trouble in High Timber Country                        | Thomas Elston                                               | Pel·lícula per a televisió de l'ABC                                                   |
| 1981      | Trapper John, M.D.                                    | Elliot Schweitzer                                           | Episodi: Brain Child                                                                  |
| 1981      | Leo and Me                                            | Jamie                                                       | Produïda el 1976; no va ser emesa fins al 1981 per la CBC. Als crèdits com "Mike Fox" |
| 1982–1989 | Family Ties                                           | Alex P. Keaton                                              |                                                                                       |
| 1983      | The Love Boat                                         | Episodi: "I Like to Be in America..."                       |                                                                                       |
| 1983      | High School O.S.A.                                    | Jay-Jay Manners                                             | Pel·lícula per a televisió/Pilot de la NBC                                            |
| 1984      | Night Court                                           | Eddie Simms                                                 | Episodi: "Santa Goes Downtown"                                                        |
| 1984      | The Homemade Comedy Special                           | Amfitrió                                                    | Especial de televisió de la NBC                                                       |
| 1985      | Poison Ivy                                            | Dennis Baxter                                               | Pel·lícula per a televisió de la NBC                                                  |
| 1986      | David Letterman's 2nd Annual Holiday Film Festival    | Especial de televisió de la NBC Segment: The Iceman Hummeth |                                                                                       |
| 1988      | Mickey's 60th Birthday                                | Alex P. Keaton (flashback del video)                        | Especial de televisió                                                                 |
| 1990      | Sex, Buys & Advertising                               | Especial de televisió                                       |                                                                                       |
| 1991      | Saturday Night Live                                   | Amfitrió                                                    | Episodi: "Michael J. Fox/The Black Crowes"                                            |
| 1991      | Tales from the Crypt                                  | Fiscal                                                      | Episodi: "The Trap"                                                                   |
| 1994      | Don't Drink the Water                                 | Axel Magee                                                  | Pel·lícula per a televisió de l'ABC                                                   |
| 1996–2001 | Spin City                                             | Mike Flaherty                                               | Temporades 1 a 4                                                                      |
| 2002      | Cloni High                                            | El ronyó restant de Gandhi                                  | Veu "Escape to Beer Mountain: A Rope of Sand"                                         |
| 2004      | Scrubs                                                | Dr. Kevin Casey                                             | Episodi: "My Catalyst" Episodi: "My Porcelain God"                                    |
| 2006      | Boston Legal                                          | Daniel Post                                                 |                                                                                       |
| 2009      | Rescue Me                                             | Dwight                                                      |                                                                                       |
| 2010      | The Colbert Report                                    | Ell mateix                                                  |                                                                                       |
| 2010      | The Good Wife                                         | Louis Canning                                               |                                                                                       |
| 2011      | Ace of Cakes                                          | Ell mateix                                                  |                                                                                       |
| 2011      | Curb Your Enthusiasm                                  | Ell mateix                                                  | Temporada 8                                                                           |
| 2011      | Phineas and Ferb                                      | Michael                                                     | Veu, Episodi "The Curse of Candace"                                                   |
| 2013      | The Michael J. Fox Xou                                | Michael "Mike" Henry                                        | Paper principal                                                                       |
| Videojocs |                                                       |                                                             |                                                                                       |
| Any       | Títol                                                 | Paper                                                       | Notes                                                                                 |
| 2011      | Back to the Future: The Game                          | William McFly / Marty McFly (futur)                         | 5º episodi: "Outatime"                                                                |
| 2015      | LEGO Dimensions                                       | Marty McFly                                                 |                                                                                       |

## Premis i nominacions

### Premis
- 1986. Primetime Emmy al millor actor convidat en sèrie còmica per Family Ties
- 1987. Primetime Emmy al millor actor convidat en sèrie còmica per Family Ties
- 1988. Primetime Emmy al millor actor convidat en sèrie còmica per Family Ties
- 1989. Globus d'Or al millor actor en sèrie musical o còmica per Family Ties
- 1998. Globus d'Or al millor actor en sèrie musical o còmica per Spin City
- 1999. Globus d'Or al millor actor en sèrie musical o còmica per Spin City
- 2000. Globus d'Or al millor actor en sèrie musical o còmica per Spin City
- 2000. Primetime Emmy al millor actor convidat en sèrie còmica per Spin City
- 2009. Primetime Emmy al millor actor convidat en sèrie dramàtica per Rescue Me

### Nominacions
- 1985. Primetime Emmy al millor actor convidat en sèrie còmica per Family Ties
- 1986. Globus d'Or al millor actor musical o còmic per Back to the Future
- 1986. Globus d'Or al millor actor en sèrie musical o còmica per Family Ties
- 1987. Globus d'Or al millor actor en sèrie musical o còmica per Family Ties
- 1988. Globus d'Or al millor actor en sèrie musical o còmica per Family Ties
- 1989. Primetime Emmy al millor actor convidat en sèrie còmica per Family Ties
- 1997. Globus d'Or al millor actor en sèrie musical o còmica per Spin City
- 1997. Primetime Emmy al millor actor convidat en sèrie còmica per Spin City
- 1998. Primetime Emmy al millor actor convidat en sèrie còmica per Spin City
- 1999. Primetime Emmy al millor actor convidat en sèrie còmica per Spin City
- 2006. Primetime Emmy al millor actor convidat en sèrie dramàtica per Boston Legal
- 2009. Primetime Emmy al millor especial de no ficció per Michael J. Fox: Adventures of an Incurable Optimist
- 2011. Primetime Emmy al millor actor convidat en sèrie dramàtica per The Good Wife
- 2012. Primetime Emmy al millor actor convidat en sèrie còmica per Curb Your Enthusiasm
- 2012. Primetime Emmy al millor actor convidat en sèrie dramàtica per The Good Wife